# 库尔特·默施特
库尔特·默施特（德語：Kurt Moeschter，1903年3月28日—1959年6月26日），德国男子赛艇运动员。他曾代表德国参加1928年夏季奥林匹克运动会赛艇比赛，获得男子双人单桨无舵手金牌。